# Tour d'Annaba
El Tour d'Annaba és una competició ciclista per etapes que es disputa als voltants d'Annaba (Algèria). Es corre des del 2015, al mes de març. La cursa forma part de l'UCI Àfrica Tour.

## Palmarès
| Any   | Vencedor            | Segon                    | Tercer                |
| ----- | ------------------- | ------------------------ | --------------------- |
| 2015. | Abdelbaset Hannachi | Abderrahmane Bechlagheme | Azzedine Lagab        |
| 2016  | Luca Wackermann     | Adil Barbari             | Abderrahmane Mansouri |